# فيكي أوسغود
فيكي ماري أوسغود (1953 – 23 مارس 2017)، مربية بريطانية في مجال التوليد والطب، ومستشارة في طب الأم والجنين في بورتسموث، ثم عميدة التعليم الطبي العالي في كلية ويسك، وأخيراً مديرة التعليم والمعايير للمجلس الطبي العام.

## السيرة الشخصية
تخرجت أوسغود من المدرسة الطبية الملكية المجانية في عام 1977 وبدأت تدريبها كأخصائية توليد في مستشفيات لندن. كما أجرت أبحاثاً في الغدد الصماء الإنجابية والخصوبة قبل أن تنتقل إلى أكسفورد كمسجل أقدم ومحاضر أقدم. وهناك عملت في جمعية النجمة الفضية، وهي مؤسسة خيرية تمول وحدات المستشفيات للأمهات اللاتي يحملن حالات حمل عالية الخطورة. وفي وقت لاحق، تبعت زوجها إلى بورتسموث، حيث عُينت مستشارة في طب الأم والجنين. بعد حصولها على دبلوم في التعليم الطبي من جامعة ويلز، أصبحت نائبة ثم مديرة التعليم الطبي لبورتسموث. شاركت في تصميم وحدة التوليد وأمراض النساء كجزء من إعادة تطوير مستشفى الملكة الكسندرا.
تركت أوزغود بورتسموث في نهاية المطاف لتولي دور جديد كعميد لعميد جامعة ويسيكس، التي تشرف على التعليم العالي وتدريب العاملين في مجال الرعاية الصحية في جميع أنحاء هامبشاير، دورست، جزيرة وايت، جنوب ويلتشير، وجزر القنال. في عام 2011، تم تعيينها نائبة مدير التعليم والمعايير للمجلس الطبي العام، وتمت ترقيتها في عام 2015 إلى مدير التعليم والمعايير.  استقالت في عام 2016 وتوفيت في 23 مارس 2017 من سرطان الثدي.